# Aleksander Gorzeński
Aleksander Gorzeński herbu Nałęcz (ur. ok. 1671 r., zm. 2 maja lub 9 maja 1754 r. w Gnieźnie) – dziedzic dobrzycki, proboszcz dobrzycki w latach 1726–1748, kantor gnieźnieński, kanonik gnieźnieńskiej kapituły katedralnej  w 1727 roku, kanonik krakowski, archidiakon kaliski, wikariusz generalny archidiecezji gnieźnieńskiej.
Syn Andrzeja i Zofii ze Skoraszewskich, chorążanki poznańskiej. Poślubił Annę Koźmińską, kasztelankę rogozińską, z którą miał czterech synów: Dymitra (zm. 1732), jezuitę, Franciszka, pułkownika wojsk koronnych, Józefa, kanonika gnieźnieńskiego i poznańskiego, Antoniego, chorążego kaliskiego i poznańskiego, konsyliarza generalnego konfederacji barskiej oraz cztery córki.
W 1701 r. wymieniany był jako dworzanin królewski. W 1706 i 1717 r. pełnił godność marszałka sejmików średzkich, w 1715 i w 1727 r. wybrano go na komisarza skarbowego województw wielkopolskich, a w 1727 r. wybrany został również deputatem do Trybunału Koronnego, którego został wicemarszałkiem.
W 1717 r. nabył za 106 700 zł od spadkobierców Michała Dobrzyckiego (1660–1715) dobra dobrzyckie, które pozostały w rękach Gorzeńskich przez niemal 100 lat (do 1816 r.).
Po śmierci żony w 1726 r. wstąpił do Seminarium Duchownego i otrzymał święcenia kapłańskie. W tym samym roku został proboszczem w dobrzyckiej parafii. Ze względu na funkcje jakie pełnił w Gnieźnie w Dobrzycy zastępowali go wikariusze: ks. Franciszek Kociałkiewicz (1727–1735 r.), ks. Ludwik Łęski (do 1731, ks. Szymon Karszewski (1732 r.) ks. Mateusz Kurowski (1733 r.), ks. Tomasz Czarczyński (1737 r.), ks. Łukasz Płaczkiewicz (1738–1740 r.), kd. Franciszek Płaczek (1740 r.), ks. Wojciech Żgliński.
4 sierpnia 1729 r. otrzymał kanonię Bużenin, a w 1732 r. został kantorem gnieźnieńskim po Aleksandrze Mostowskim. Arcybiskup Teodor Potocki mianował go wikariuszem generalnym archidiecezji gnieźnieńskiej. Kolejni biskupi na stolicy gnieźnieńskiej, abp Krzysztof Antoni Szembek i abp Adam Ignacy Komorowski, podtrzymali tę nominację.
Jako delegat kapituły gnieźnieńskiej jeździł także na sejmik średzki i sejm warszawski, z jej ramienia zasiadł również w 1732 r. w Trybunale Koronnym, zostając jego wiceprezydentem.
W kościele dobrzyckim ufundował nowe ołtarze boczne, św. Józefa i św. Katarzyny, dobudował drugą zakrystię po północnej stronie ołtarza głównego, położył nową, dębową podłogę w prezbiterium, a w nawie ceglaną. Cały kościół wewnątrz odmalował i nakazał częściowo pozłocić ołtarze. Na terenie kościelnym zbudował nową wieżę i pokrył ją, wraz z dachem kościoła, nowymi gontami oraz nową drewnianą dzwonnicę na dwa większe dzwony. Wieża, dzwonnica i kostnica pokryte zostały gontami i obite tarcicą.
Zbudował również nowe obszerne probostwo, które składało się z jadalni, 2 pokoi mieszkalnych, 3 sypialni. Starą plebanię, po remoncie, oddał w użytkowanie wikariuszom, służbie i kuchennym.
Posiadane przez siebie dobra dobrzyckie w 1739 r. sprzedał synowi Antoniemu, na którego nałożył obowiązek spłaty pozostałego rodzeństwa.
W 1748 r., mając 78 lat, zrezygnował z funkcji dobrzyckiego proboszcza i pozostał w Gnieźnie, gdzie zmarł w wieku 84 lat; pochowany został w tamtejszej katedrze.